# Eucharis carinifera
Eucharis carinifera är en stekelart som beskrevs av Gussakovskiy 1940. Eucharis carinifera ingår i släktet Eucharis och familjen Eucharitidae. Inga underarter finns listade i Catalogue of Life.